# آنتساهاواریبه (ووهمار)
آنتساهاواریبه (به لاتین: Antsahavaribe) یک منطقهٔ مسکونی در ماداگاسکار است که در ووهمار واقع شده‌است. آنتساهاواریبه ۹٬۰۰۰ نفر جمعیت دارد و ۲۱۶ متر بالاتر از سطح دریا واقع شده‌است.